# Chyžky
Chyžky (na některých mapách též Kýšky, 1340 m n. m.) je hora ve Velké Fatře na území obce Necpaly na Slovensku. Nachází se v hlavním hřebeni mezi vrcholy Ploská (1532 m) na severovýchodě a Suchý vrch (1550 m) na jihozápadě. Severozápadní svahy spadají do Necpalské doliny, jihovýchodní do Zelené doliny. Na jihovýchodním úbočí hory se nachází Salaš pod Kýškami (také Koliba Kýšky či Mandolína), která poskytuje možnost bivaku.

## Přístup
- po  červené turistické značce č. 0870 (Velkofatranská magistrála) z vrcholu Ploská
- po  červené turistické značce č. 0870 (Velkofatranská magistrála) Koniarky
- po  modré turistické značce č. 2733 od Chaty pod Borišovom
- po  žluté turistické značce č. 8605 z Vyšné Revúce